# Ammophila laevicollis
Ammophila laevicollis é uma espécie de insetos himenópteros, mais especificamente de vespas pertencente à família Sphecidae.
A autoridade científica da espécie é E. Andre, tendo sido descrita no ano de 1886.
Trata-se de uma espécie presente no território português.